# Tinta Roja
Tinta Roja es el órgano de expresión de los Colectivos de Jóvenes Comunistas desde 1997.
Anteriormente bajo el nombre de "Juventud", en la actualidad tiene una tirada de 3.000 ejemplares en castellano, catalán, euskera y gallego y una frecuencia trimestral. Cuenta con una edición digital de actualización diaria a través de su portal web.

## Historia
La primera edición de Tinta Roja es publicada en octubre de 1997 por los Colectivos de Jóvenes Comunistas, que previamente habían acordado cambiar el nombre de Juventud que hasta entonces había llevado su órgano de expresión. Juventud era el nombre que había adoptado en 1985 en el momento de la fundación de la organización.
La publicación de Tinta Roja es constante hasta febrero del 2000, cuando el número 5 de la revista cierra la primera etapa. Luego no sería hasta marzo de 2006 que se retomaría la publicación en un formato diferente. Con este formato continúa hasta junio de 2008, con la edición número 9, cuando se adopta otro formato más reducido aunque sin cambiar la numeración. Hasta primavera de 2012, con la edición número 18, no vuelve a sufrir ningún cambio, y a partir de entonces adopta el formato actual.
Es paralelamente al formato impreso que adopta a inicios de 2012 cuando también se pone en marcha el portal digital del órgano de expresión, el cual ha continuado teniendo un desarrollo hasta la fecha actual, momento en el cual cuenta con publicaciones diarias tanto de actualidad como de opinión.